# Niphosoma
Niphosoma – rodzaj chrząszczy z rodziny kózkowatych i podrodziny zgrzypikowych. 

## Zasięg występowania
Przedstawiciele tego rodzaju występują w Indiach.

## Systematyka
Do Niphosoma należą 2 gatunki:
- Niphosoma compacta
- Niphosoma sikkimense